# 基拉瓦尼區
17°19′05″S 70°15′31″W / 17.3180°S 70.2585°W
基拉瓦尼區（西班牙語：Distrito de Quilahuani），是秘魯的一個區，位於該國南部塔克納大區的坎達拉韋省，始建於1955年2月15日，面積37.7平方公里，海拔高度3,176米，2005年人口918，人口密度每平方公里24人。